# 星明楼
凌霄塔位于中国陕西省榆林市榆阳区城内南大街，建于明代，已列为陕西省文物保护单位。

## 保护
1992年4月20日，凌霄塔公布为第三批陕西省文物保护单位，编号3-1-53。